# Pinyin

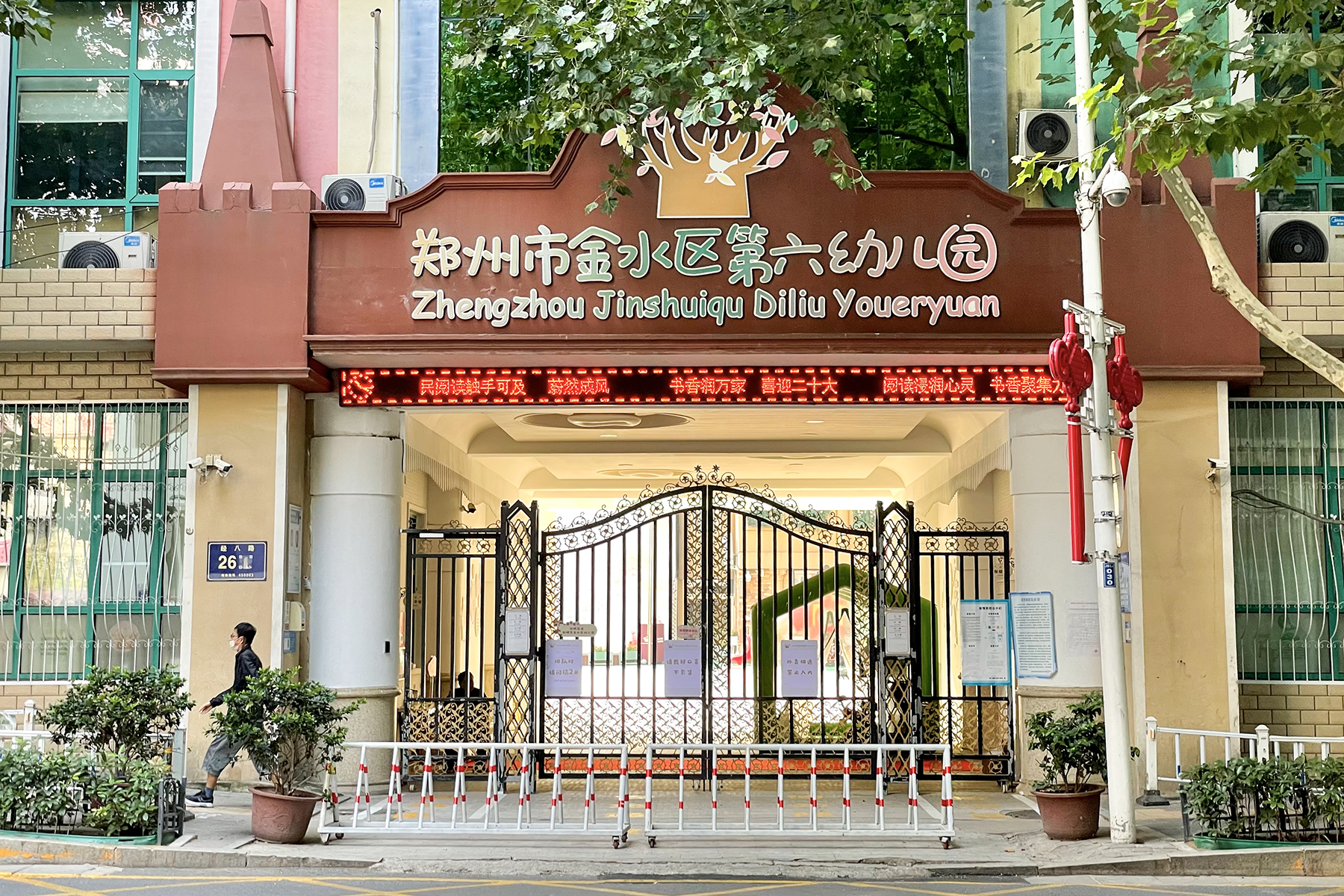
Una escola bressol a Zhengzhou. El cartell és en xinès simplificat (a sobre) i pinyin sense diacrítics (a sota).

El pinyin, o més formalment el hanyu pinyin (xinès tradicional: 漢語拼音, xinès simplificat: 汉语拼音, pinyin: Hànyǔ Pīnyīn) és un sistema de romanització de l'idioma mandarí que utilitza l'alfabet llatí. Hanyu es refereix a la llengua mandarina (literalment «llengua dels Han»), i pinyin vol dir «lletrejar sons». D'altres sistemes de transcripció fonètica de mandarí també es diuen pinyin, per exemple el Tongyong pinyin, el sistema oficial de la República de la Xina entre el 2002 i el 2008, i el sistema Wade-Giles, anomenat Wēituǒmǎ Pīnyīn en mandarí.
El pinyin es fa servir com a sistema oficial de romanització a la Xina continental i Taiwan, i arreu del món per a ensenyar el mandarí com a segona llengua. També es fa servir per a escriure noms xinesos en publicacions en escriptura romana, i en alguns sistemes informàtics per a teclejar caràcters xinesos.
D'una banda, l'escriptura xinesa es basa en un sistema morfosil·làbic amb caràcters o sinogrames, els quals no han variat gaire els últims 2000 anys. D'altra banda, el xinès, més que una llengua, és una família de llengües, amb una gran variació de pronunciacions. Durant el segle xx es van impulsar diferents mètodes per a homogeneïtzar les diferents pronunciacions. Un d'ells és la transcripció fonètica en pinyin, que es basa en l'idioma putonghua o mandarí (xinès tradicional: 普通話, xinès simplificat: 普通话, pinyin: pǔtōnghuà) i en la variant dialectal de Pequín.
El sistema pinyin va ser desenvolupat per un comitè de la República Popular de la Xina i va ser aprovat el 1958. L'Organització Internacional per a l'Estandardització (ISO) el va escollir com a romanització estàndard el 1982, i el govern de Taiwan va canviar el seu sistema de romanització oficial al pinyin el 2009. A causa que el pinyin va ser desenvolupat fa relativament poc temps, tanmateix, encara es veuen sovint paraules i noms romanitzats amb el sistema Wade-Giles en llengües europees.
D'altres transcripcions fonètiques per al xinès són: 
- el sistema Wade-Giles, obsolet però encara usat en alguns préstecs com, per exemple, Tao i I Ching[5]
- el sistema Tongyong pinyin, molt semblant al sistema hanyu pinyin, que va ser el sistema oficial de Taiwan entre el 2002 i el 2008.
- el sistema Gwoyeu romatzyh, el qual, únicament entre sistemes de transcripció del xinès, fa servir canvis de lletres per a indicar el to d'una síl·laba i no signes diacrítics (com el pinyin) o números (com el Wade-Giles)
- bopomofo (ㄅㄆㄇㄈ), utilitzat a Taiwan

Encara que el sistema pinyin ignora completament l'Alfabet fonètic internacional, ha resultat ser molt efectiu. Avui dia, en ciutats com Pequín o Xangai es poden trobar textos escrits en pinyin en molts llocs públics, al costat del xinès, per a facilitar la lectura als estrangers. El pinyin també es fa servir per a introduir els caràcters xinesos als ordinadors amb teclats occidentals, mitjançant un sistema de substitució automàtica.

## Pinyin en Unicode
Aquesta taula mostra l'equivalència Unicode dels caràcters accentuats que fa anar el Pinyin. El pinyin fa servir quatre signes diacrìtics per a indicar el to de les paraules: el màcron per al primer to, l'accent tancat per al segon, l'anticircumflex (o el "caron" o "hàtxec") per al tercer, i l'accent obert per al quart. En paraules compostes hi pot haver síl·labes sense to, o bé amb el "to neutral", i en pinyin s'indiquen tons neutrals per l'omissió de signe diacrític.
| To neutre | Primer to  | Segon to     | Tercer to  | Quart to     |
| --------- | ---------- | ------------ | ---------- | ------------ |
| a         | ā = &#257; | á = &aacute; | ǎ = &#462; | à = &agrave; |
| e         | ē = &#275; | é = &eacute; | ě = &#283; | è = &egrave; |
| i         | ī = &#299; | í = &iacute; | ǐ = &#464; | ì = &igrave; |
| o         | ō = &#333; | ó = &oacute; | ǒ = &#466; | ò = &ograve; |
| u         | ū = &#363; | ú = &uacute; | ǔ = &#468; | ù = &ugrave; |
| ü         | ǖ = &#470; | ǘ = &#472;   | ǚ = &#474; | ǜ = &#476;   |